# Ел Хуџајџах
Ел Хуџајџах такође познат као Сафијах бинт Талабах ел Шајбаниах (арап. صفية بنت ثعلبة الشيبانية) је била предисламски песник из племена Бану Шјбан, чувен је по својим радовима који су према жанру припадали тахриду (подстицање на освету). Датуми њеног рођења и смрти нису познати, па чак и њено постојање за неке историчаре још увек представља отворено питање. Али изгледа да јој је заштиту пружила Ел Хурках бинт ел Нуман када је Хозроје II (в. 590-628) затражио од њеног оца Ел Нумана III ибн ел Мундира да се њоме ожени што се одиграло негде почетком седмог века, а њена преживела збирка се односи на битку код Ду Кара из 609 . године. Окарактерисана као "ратник дипломат", она је сматрана једном од кључних фигура у предисламској поезији.
Као и са другим наводно предисламским поезијама, расправљало се о томе да ли је дело Ел Хуџајџах стварно било измишљено касније у средњем вијеку (чак и ако је она сама била стварна). Она је сачувана само у збирци Бишр ибн Марван ел Асадија Харб Бани Шаибан ма'а Кисра Анусхирван (арап. حرب بني شيبان مع كسرى انوشروان), који идентификује Ел Хуџајџахиног оца као Тхалабаха ел Шаибаниа. Могуће је да је ова поезија састављена у периоду Абасид како би охрабрила етничке Арапе да се одупру тврдњама о паритету статуса унутар калифата од стране персијских чланова, познатих као покрет Шубија.

## Радови
Према Хадал Алаџми, поезија Ел Хуџајџах, генерално је слична са поезијом других жена песника у предисламском периоду. Њене песме су кратке и састоје се из једног дела насупрот стандардним троструким предисламским одама... Њен језик је прагматичан и нема метафоричну дикцију, али је богат императивним глаголима и директним језиком.
Пример њене поезије, како је то превео Алајми, је то да се кроз њу врши подстицање њених људи да примају и штите Ел Хурках бинт ел Нуман:
- 1.	О, Бану Шајбан, дај живот (традиционално) заштитом од свих суседа ономе кога су Арапи пустили да умре.
- 2.	Који је ваш изговор? Кад се племенити слободар [Ел Хурках] обукла

У мојоју одећу [она је] украшеној бисерима и коралима.
- 3.	[Она је] кцер краљева, власници краљевстава и високих звања,

Она носи анклете и најбоља је од Нуманове [породице].
- 4.	Хоће ли вас подстаћи свако други, да оштрите мачеве, Усправите своја копља,
- 5.	И припремите своје војнике? О мој народ,

Хоћеш ли припремити своју битку?
- 6.	Јер ја сам пружио заштиту племенитој жени од народа Кисра,

[За заштиту] од старијих и младих наших људи.
- 7.	Шајбан су моји људи. Има ли још једно племе попут њих?

У борби и јуришу витеза?
- 8.	Не, међу најбољим клановима Рабиаха.

Нико није попут њих кад ударе катастрофе.
- 9.	Моји људи пружају заштиту избеглицама од свог непријатеља

И заштитили су ми живот од животних несрећа.
- 10.	Синови мога оца стижу на бојно поље без страха

Напади непријатеља и напади противника.
- 11.	Уистину, ја сам Хуџајџах [од племена] Ваила, и са Ваилом,

Особа која је извела бекство на коби или пастуву.
- 12.	О народе Шејбана, победио си свет,

Због твоје части, наклоности и помоћи.

## Издања
- Ḥarb Banī Shaybān maʻa Kisrá Ānūshirwān, ed. by Muḥammad Jāsim Ḥammādī Mashhadānī (Baghdad: s.n., 1988; first publ. Bombay 1887).
- Bashīr Yamūt, Shāʻirāt al-ʻArab fī al-Jāhilīyah wa-al-Islām, ed. ʻAbd al-Qādir Māyū (Ḥalab: Dār al-Qalam al-ʻArabī, 1998). стр. 12-27.